# Lago Neale
O Lago Neale é um lago salgado no sudoeste do Território do Norte, na Austrália. Fica no lado noroeste do Lago Amadeus. Os dois lagos fazem parte de uma cadeia de lagos salgados que se estende por cerca de 500 quilômetros (310 mi), do Lago Hopkins, a oeste, até o rio Finke, a leste. Esta bacia hidrográfica é conhecida como bacia Amadeus. O lago é geralmente um deserto de sal seco e só retém água por períodos curtos após fortes chuvas. O lago Neale fica em terra aborígine, realizada na reserva denominada Petermann Aboriginal Land Trust. As terras de Haasts Bluff ficam próximas ao norte.

## Descrição
O Lago Neale recebeu o nome de Frank Neale, um dos pilotos de uma expedição aérea para examinar com precisão as regiões desérticas a noroeste de Alice Springs em 1930. Neale pilotou um dos dois aviões que foram contratados pelo explorador Donald Mackay para a expedição. A equipe fez 15 voos de pesquisa em 24 dias, nos quais mapearam as dimensões dos lagos Amadeus e Neale e encontraram o Lago Mackay – ainda maior – mais ao norte.
O primeiro europeu a ver o Lago Neale foi o explorador Ernest Giles em 1872. Ele estava viajando em direção a Kata Tjuta depois de avistar o pico à distância, mas o lago Amadeus bloqueou seu caminho. Ele avistou o lago Neale quando tentou alcançar o Monte Inacessível (no original: Mount Unapproachable), no lado norte do lago. Ele vinha do leste e não notou uma ponte de terra entre Neale e Amadeus, confundindo-os como um lago único. William Tietkens corrigiu esse erro em uma expedição por ele liderada dezessete anos depois.